# فريق النجوم الطائرة
فريق النجوم الطائرة للاستعراض الجوي. (بالإنجليزية: Leteće zvezde)‏. (السيريلية الصربية:Летеће звезде). هو فريق استعراض جوي الرسمي للقوات الجوية اليوغوسلافية.